# 샤너히

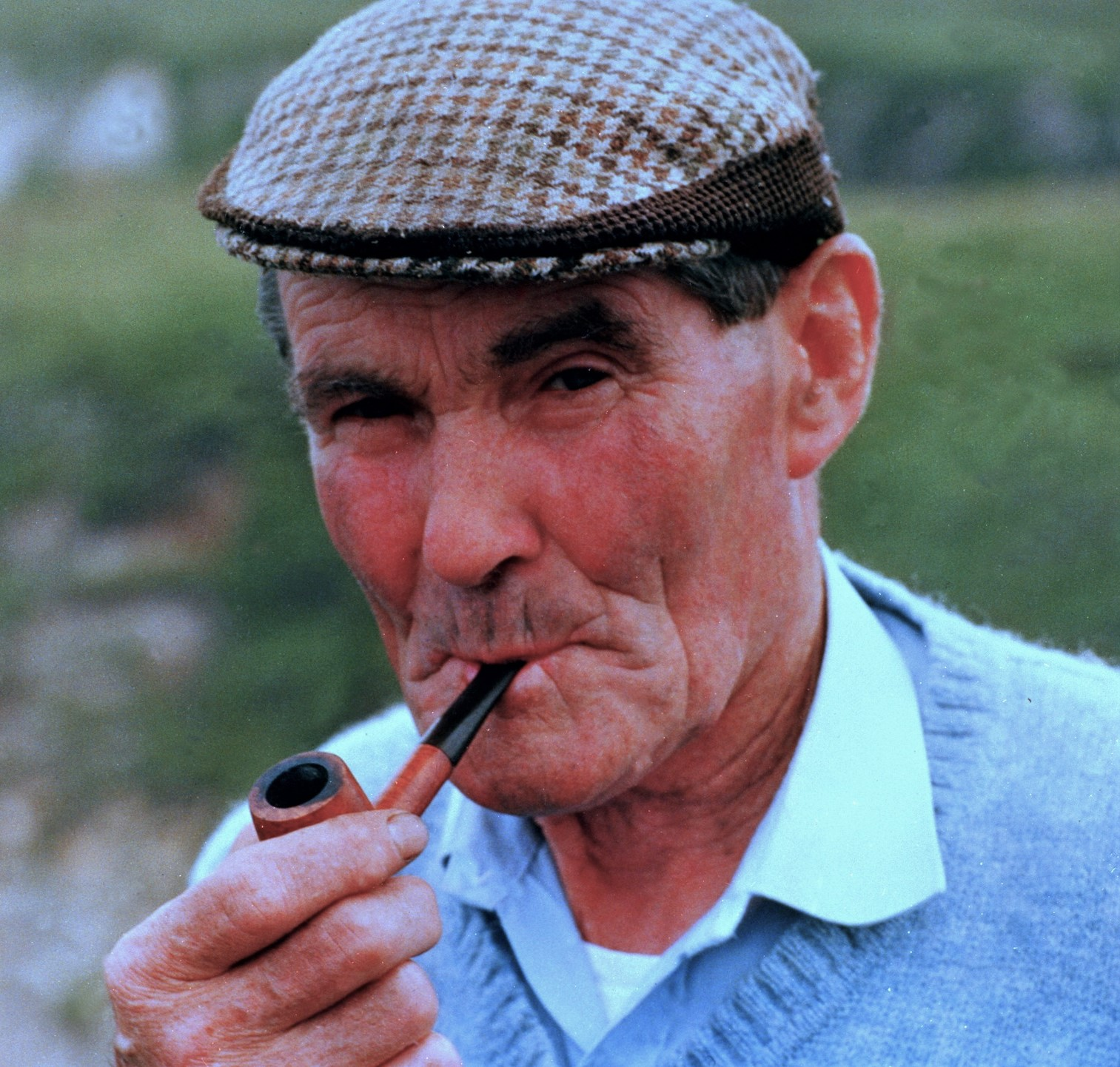
마요주의 샤너히 산 오 헤니리. 1985년 사진.

샤너히(아일랜드어: seanchaí [ˈʃan̪ˠəxiː])는 게일인 전통의 이야기꾼이자 역사의 전승자였다. 복수형은 샤너허히(아일랜드어: seanchaithe [ˈʃan̪ˠəxəhɪ]). 스코틀랜드 게일어에서는 셰네히(아일랜드어: seanchaidh [ˈʃɛn̪ˠɛxɪ])라고 쓰고 발음한다.
샤너히들은 원래 씨족장을 모시면서 그 혈통의 중요 정보, 즉 법률, 족보, 연대기, 기타 문헌을 관리하는 이었다. 17세기 이후 잉글랜드의 침공으로 게일인 왕국들이 멸망하자 이 전통적인 의미의 구실아치로서의 샤너히는 사라졌고, 대신 하층계급에서 각종 이야기에 해박한 이야기꾼을 샤너히라고 부르게 되었다.
샤너히의 역할과 기능은 게일어가 아직 살아남은 게일터흐트 지역에서 가장 두드러지지만, 영어권 지역에서도 농촌 지역에 가면 샤너히에 해당될 수 있는 이야기꾼들이 있다. 이런 이야기꾼들이 들려주는 이야기는 고색창연한 히베르노영어 표현들과 일상생활에서 사용되는 것과 거리가 먼 어휘들이 사용되기도 한다.
켈트 부흥운동에 참여한 지식인들은 이 샤너히들의 재주에 굉장한 관심을 보였고, 그들의 이야기를 채록하고 책으로 정리해 출판했다.